# أمجد برهم
أمجد برهم واسمه الكامل أمجد سعد سليمان ضبابات (23 سبتمبر 1966 في طوباس – ) هو أكاديمي وأستاذ جامعي فلسطيني، يشغل منذ مارس 2024 منصب وزير وزارة التربية والتعليم العالي ضمن حكومة محمد مصطفى. شغل منصب رئيس جامعة بوليتكنك فلسطين منذ يونيو 2021 وحتى 2024.

## حياته العلمية
حصل أمجد برهم عام 1985 على الثانوية العامة في الفرع العلمي من مدرسة طوباس الثانوية، ونال درجة البكالوريوس في الرياضيات والفيزياء من جامعة لكهنؤ في الهند عام 1991، ودرجة الماجستير في الرياضيات التطبيقية من جامعة راجستان في الهند عام 1994، والدكتوراة في الرياضيات التطبيقية من ذات الجامعة عام 1998. عمل بعد تخرجه محاضر غير متفرغ في جامعة القدس المفتوحة، ثم التحق بجامعة بوليتكنك فلسطين عام 1998، وشغل منصب نائب الرئيس للشؤون الإدارية ومدير إدارة العلاقات العامة في كلية العلوم التطبيقية خلال الفترة من (2012 – 2015)، ثم عميد الكلية لمدة عام (2011-2012). وكان عضو مجلس الدراسات العليا خلال (2009-2011)، ثم تولى منصب مدير برنامج الرياضيات MSC 2009-20، وعضواً في مجلس عمادة الجامعة منذ عام 2000، وتولى عمادة شؤون الطلبة خلال الفترة من (2000 – 2009).
كان أمجد نشط في العمل النقابي، فشغل منصب رئيس نقابة موظفي جامعة بوليتكنك فلسطين خلال الأعوام من (2000–2021)، ورئيساً للاتحاد الفلسطيني لنقابات أساتذة الجامعات والعاملين خلال الأعوام (2006–2021). كما ساهم في نشر العديد من الأبحاث العلمية المتخصصة في المجلات العلمية المحكمة، وشارك في مؤتمرات علمية.

## حياته المهنية
في 28 مارس 2024، اعتمد الرئيس محمود عباس التشكيلة الوزارية للحكومة الفلسطينية التاسعة عشرة التي يرأسها محمد مصطفى ومنحها الثقة. وفي 31 مارس 2024، أدى برهم اليمين القانونية وزيرًا لوزارة التربية والتعليم العالي في مقر الرئاسة الفلسطينية بمدينة البيرة.